# ردب كبدي كلوي
الردب الكبدي الكلوي (بالإنجليزية: hepatorenal recess)‏ أو جيب موريسون (بالإنجليزية: Morison pouch)‏ هو المساحة التي تفصل الكبد عن الكلية اليمنى. لا يحتوي سوائل في الظروف العادية. ولكن في الحالات المرضية، يمكن أن يتجمع السائل في هذا الجيب في الحالات التي يمتلأ فيها البطن بالسوائل، مثل حالة تدمي الصفاق (hemoperitoneum). يمكن رؤية هذا السائل على الموجات فوق الصوتية أو التصوير المقطعي.

## معرض صور

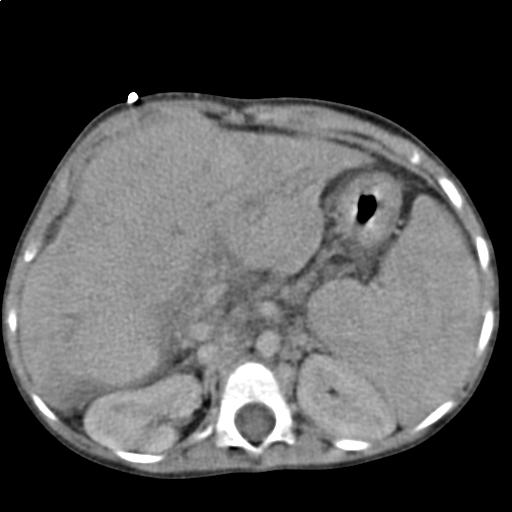
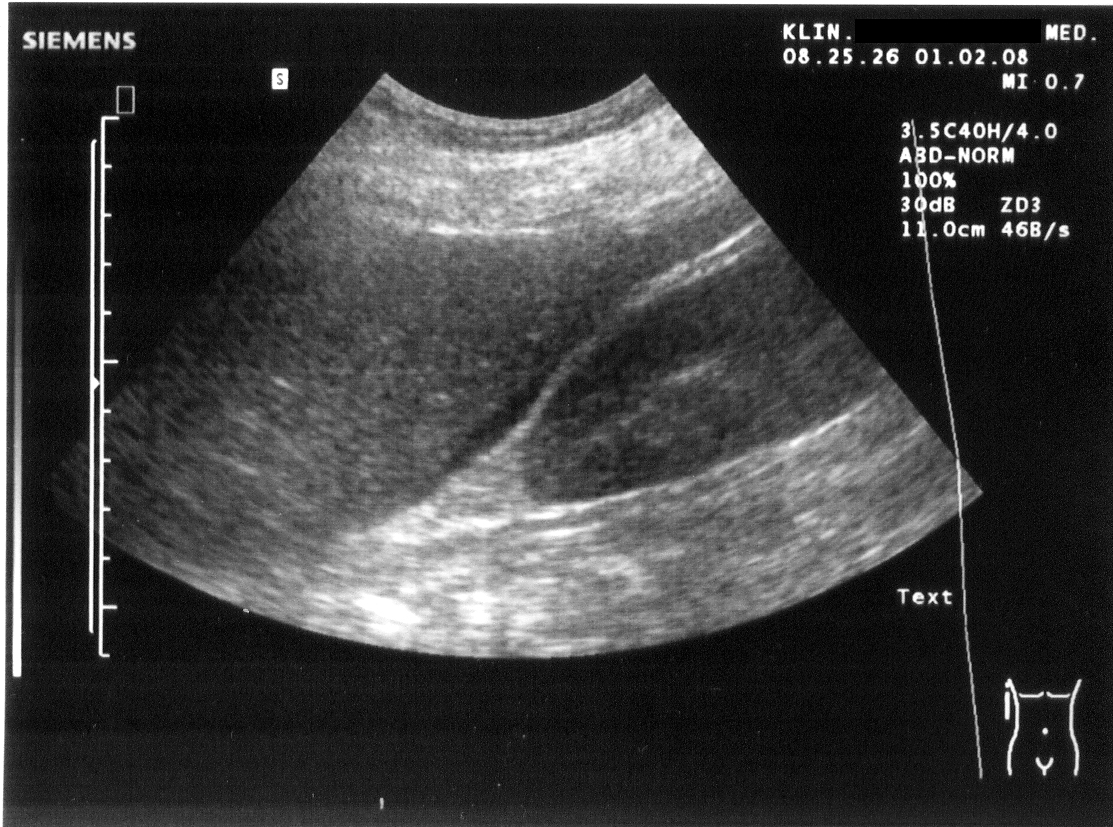
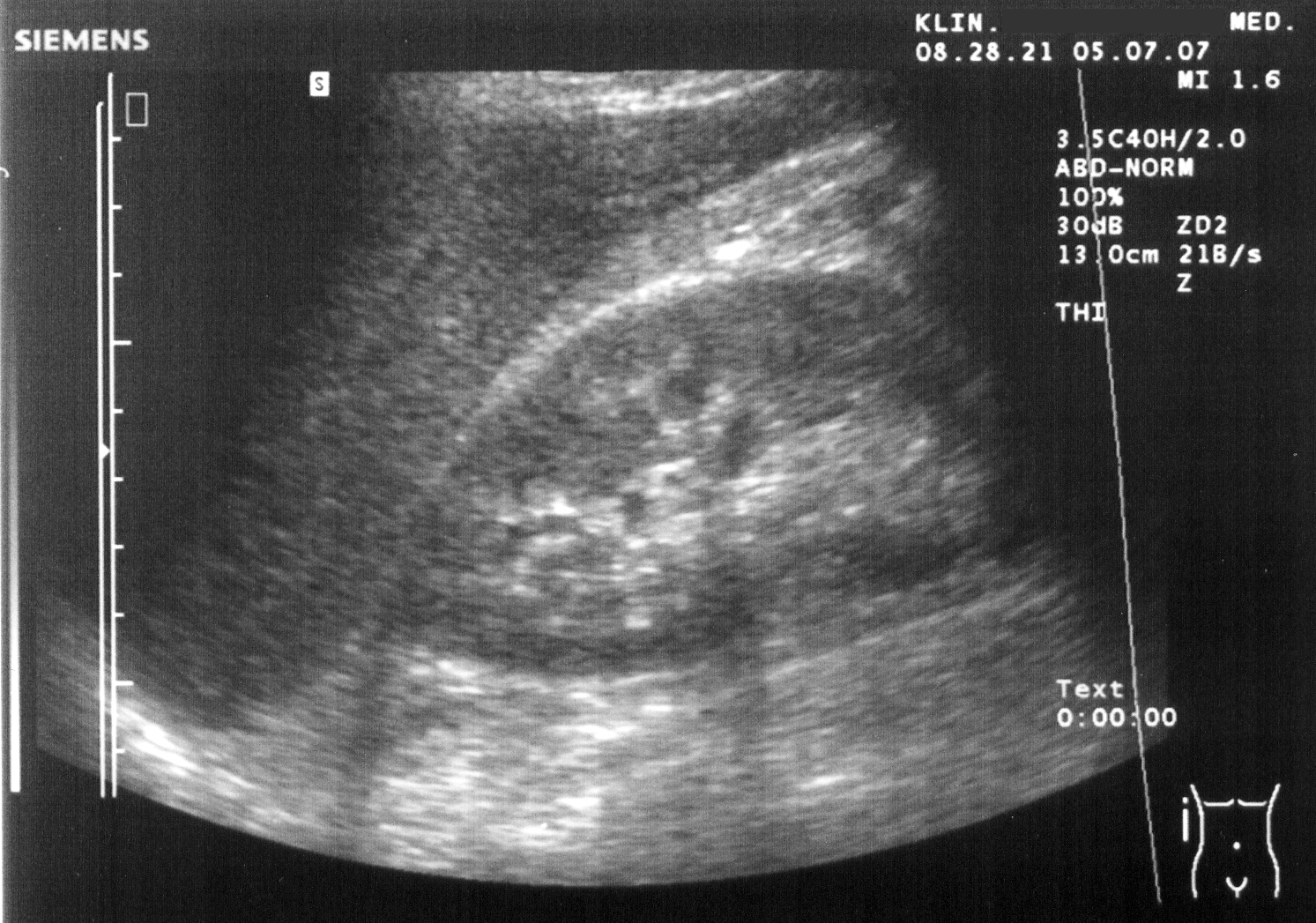
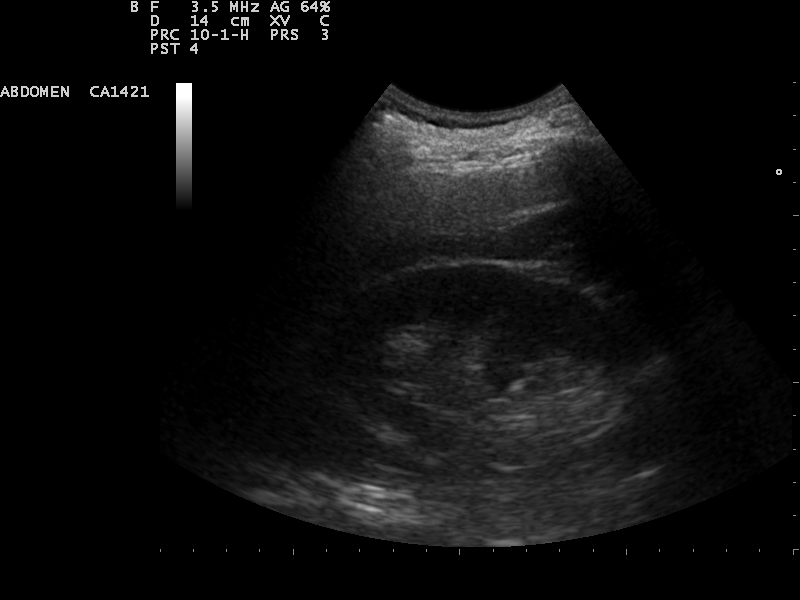